# Janakantha
Le Daily Janakantha (bengali : দৈনিক জনকণ্ঠ Dainik Janakanṭha « La voix du peuple au quotidien ») est un quotidien en bengali publié à Dacca, au Bangladesh. Il appartient à Janakantha Shilpa Paribar (GJSP). TLe journal a été publié pour la première fois le 21 février 1993. Mohammad Atikullah Khan en est le rédacteur en chef,. En 1999, des membres de l'armée bangladaise ont dû désamorcer une mine laissée dans le bureau du journal par des militants islamistes présumés,,.